# 11-es busz (Kaposvár)
A kaposvári 11-es busz a Belváros és Kaposfüred között közlekedik, csak munkanapokon. Ez Kaposvár egyik leghosszabb buszvonala. Érinti a Belvárost, a Béke-Füredi lakótelepet, az Északnyugati városrészt, valamint a Toldi és a Kinizsi-lakótelepet is. Útvonalának nagy része megegyezik a 11Y jelzésű busz útvonalával, útjuk csak Kaposfüred központjában válik szét. A buszvonalat a Kaposvári Közlekedési Zrt. üzemelteti.

## Útvonal
A táblázatban az autóbusz-állomásról induló irány látható.
| Útvonal                     |
| --------------------------- |
| Berzsenyi utca (67-es főút) |
| Füredi csomópont            |
| Füredi út (67-es főút)      |
| Kaposfüredi út              |

## Megállóhelyek
A táblázatban a megállók az állomásról induló irány szerint vannak felsorolva.
| Megálló                   | Össz. km (oda) | Össz. idő (oda) | Össz. km (vissza) | Össz. idő (vissza) | Átszállási lehetőség                                                        | A közelben található |
| ------------------------- | -------------- | --------------- | ----------------- | ------------------ | --------------------------------------------------------------------------- | --- |
| Helyi autóbusz-állomás    | 0              | 0               | 8,5               | 20                 | 1, 3, 4, 5, 6, 7, 8, 8B, 8E, 8Y, 9, 10, 11Y, 12, 13, 14, 15, 18, 31, 81, 91 | Polgármesteri Hivatal, Járási Hivatal, Szivárvány Kultúrpalota, Corso Bevásárlóközpont, Retro Club, Somogy Áruház, Rippl-Rónai Múzeum, Somogy Megyei Levéltár, Somogy Megyei Önkormányzat, Távolsági autóbusz-állomás, Rendelőintézet, Szarvas Üzletház, Vasútállomás                     |
| Berzsenyi utcai felüljáró | 0,7            | 2               | 7,7               | 18                 | 1, 3, 4, 5, 11Y, 13, 14, 15, 31 Corso Bevásárlóközpont: 12                  | Polgármesteri Hivatal, Járási Hivatal, Kapos Hotel, Nagyboldogasszony-székesegyház, Nagyboldogasszony Római Katolikus Gimnázium, Püspöki Palota, Somogyi Hírlap szerkesztősége, Széchenyi István Kereskedelmi és Vendéglátóipari Szakképző Iskola, Corso Bevásárlóközpont, Kaposvár Plaza |
| Berzsenyi utca 30.        | 1,1            | 4               | 7,3               | 16                 | 1, 11Y, 13, 31                                                              | TESCO, OBI, McDonald’s, Berzsenyi üzletház, Széchenyi István Kereskedelmi és Vendéglátóipari Szakképző Iskola |
| Füredi úti csomópont      | 1,6            | 7               | 6,8               | 13                 | 1, 10, 11Y, 13, 20, 20A, 23, 27, 31, 91                                     | CBA Cent Bevásárlóközpont, Posta, Óvoda, TESCO |
| Toldi-lakónegyed          | 1,9            | 8               | 6,3               | 11                 | 10, 11Y, 20, 20A, 23, 27                                                    | Toldi Lakótelepi Általános Iskola és Gimnázium, Posta, Nemzeti Adó- és Vámhivatal, Szent Margit-templom |
| Kinizsi-lakótelep         | 2,4            | 9               | 5,9               | 10                 | 10, 11Y, 20, 20A, 23, 26, 27                                                | Leányotthon |
| Búzavirág utca            | 2,9            | 10              | 5,5               | 9                  | 10, 11Y, 20, 20A, 23, 26, 27                                                | Kinizsi Lakótelepi Általános Iskola, Óvodák, Bölcsőde |
| Laktanya                  | 3,2            | 11              | 5,1               | 8                  | 10, 11Y, 20, 20A, 23, 26, 27                                                | Praktiker, Lidl, Diego, Jysk, laktanya, Raktár utcai nagykereskedések, ipari telephelyek |
| Volán-telep               | 4,6            | 13              | 3,7               | 7                  | 11Y                                                                         | Volán-telep, Kapos Volán Igazgatósága, ipari telephelyek, nagykereskedések |
| Kaposfüredi út 12.        | 6              | 16              | 2,2               | 4                  | 11Y                                                                         | |
| Kaposfüredi út 104.       | 6,7            | 17              | 1,7               | 3                  | 11Y                                                                         | Posta |
| Kaposfüred központ        | 7,2            | 18              | 1,1               | 2                  | 11Y                                                                         | Kaposfüredi Művelődési Ház, Füred Rock Szín Kör, Benedek Elek Általános Iskola, Óvoda, Szent Őrangyalok római katolikus templom, Állomás utcai focipálya |
| Kaposfüredi út 244.       | 7,8            | 19              | 0,4               | 1                  | o11Y                                                                        | |
| Kaposfüred, forduló       | 8,3            | 20              | 0                 | 0                  | o11Y                                                                        | Ipari telephelyek, nagykereskedések |

## Menetrend
- Aktuális menetrend Archiválva 2013. november 14-i dátummal a Wayback Machine-ben
- Útvonaltervező[halott link]